# Archytas amethystinus
Archytas amethystinus är en tvåvingeart som först beskrevs av Macquart 1843.  Archytas amethystinus ingår i släktet Archytas och familjen parasitflugor. Inga underarter finns listade i Catalogue of Life.